# Замок Линкольн
Замок Линкольн (англ. Lincoln Castle) — норманский замок в Линкольне (Англия). Строительство замка Линкольн начато в 1068 году по указу Вильгельма Завоевателя, отдельные структуры возводились вплоть до конца XV века. Место сражений и осад в XII—XIII веках, позже служил тюрьмой (вплоть до XIX века). Замок Линкольн — место хранения одной из четырёх уцелевших копий Великой хартии вольностей.

## История
Линкольнский замок был заложен в 1068 году, через два года после завоевания Англии нормандцами. Приказ о его строительстве, наряду с замками в Йорке, Ноттингеме и Гастингсе, был отдан Вильгельмом Завоевателем, стремившимся закрепить своё господство над Англией. Замок строился на господствующей над городом и рекой высоте, где ещё в римские времена располагалась римская цитадель. Римская стена продолжала служить правителям Линкольна и в Средние века, но к настоящему времени от неё сохранились только отдельные фрагменты, включая ворота в современном районе Линкольна Бейлейте. Вероятно, между римским и нормандским периодами на этом месте могла находиться и саксонская крепость — на это указывает упоминание о заточении Вильгельмом заложников из влиятельных семей Линдси в месте, которое Симеон Даремский называет Lindecollino castro. Норманский замок возводился над юго-западной частью римского укрепления (в то время как в юго-восточной его части сопровождавший Вильгельма монах Ремигий де Фекамп начал строительство Линкольнского собора). Эта местность была к тому моменту плотно заселена — в «Книге Страшного суда» говорится, что ради строительства замка было снесено 166 домов и ещё 74 — чтобы расчистить подступы к нему. Каменная стена Линкольнского замка, по-видимому, построенная при Генрихе I, упоминается в письменных источниках уже в 1115 году.
Замок строился в стиле мотт и бейли; его внутренний двор приблизительно квадратной формы, окружённый земляным валом, вполне характерен для этого типа укреплений, в отличие от того факта, что вместо одной башни на насыпи, господствующей над двором, в Линкольнском замке построены две. В Англии сохранился лишь ещё один подобный замок с двумя насыпями — замок Льюис в Западном Суссексе. Исследователь Королевского археологического института Уилсон, отмечая неровную и грубую линию стен замка, высказывает предположение, что они строились в большой спешке; стены сложены из нетёсаных камней, но вся конструкция оказалась прочной благодаря хорошему раствору. Характер расположения замка не позволял окружить его водой со всех сторон, но вместо этого его окружили сухим рвом, со внутренней стороны которого была сделана искусственная земляная насыпь, затруднявшая его форсирование. Рвом также был полностью окружён донжон замка, стоящий отдельно от его стен.
Линкольнский замок оставался во владении короны вплоть до царствования Эдуарда I, за исключением отдельных случаев, когда его судьба вверялась попечению вассалов. Так, замок был в своё время предоставлен императрицей Матильдой Ранульфу де Жернону, графу Честерскому. В сражении 1141 года под стенами Линкольна попал в плен узурпатор Стефан Блуаский. Однако позже ситуация переменилась и Честер продолжал удерживать Линкольн уже по воле Стефана, «до тех пор, пока он не сможет вернуться на свои земли в Нормандии». Графу было также поручено дальнейшее укрепление Линкольна, чем он занимался вполне успешно, по-видимому, организовав постройку донжона, известного как «башня Люси» — в честь его матери, Люси Болингброк. Ещё одна башня, известная как Кобб-Холл, была выстроена над северо-восточной оконечностью замковых стен после безуспешной осады Линкольна сторонниками французского принца Людовика в 1217 году (более ранние датировки связывают её постройку, как и постройку надвратной башни Восточных ворот, с именем Джона Гонта, владевшего замком полутора столетиями позже).
В конце царствования Генриха III Линкольн попал под управление графов Солсбери. После смерти Уильяма Солсбери в Палестине от его дочери начался род графов Линкольнов, продолжавшийся (в основном по женской линии) до середины XIV века. После смерти бездетной Алисы де Лейси, 4-й графини Линкольн, в 1348 году замок перешёл по завещанию во владение графов (а затем герцогов) Ланкастерских. С восхождением на английский престол Генриха IV Ланкастера в 1399 году Линкольн снова стал коронным владением и сохранял этот статус до 1832 года, когда был выкуплен местным магистратом.

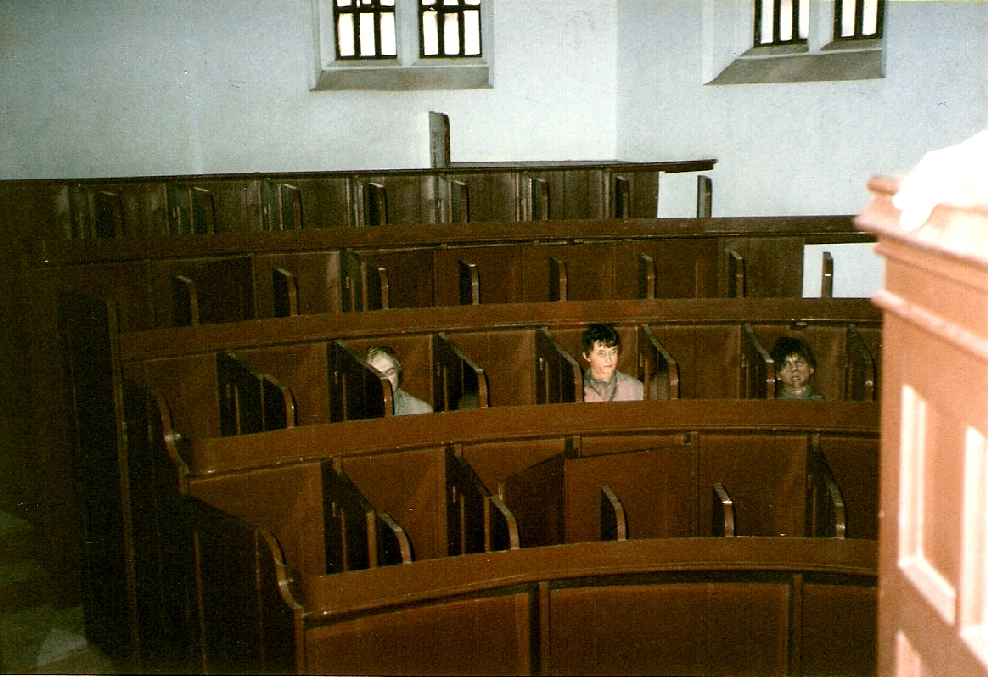
Часовня в Линкольской тюрьме. Заключённые не могли видеть друг друга во время богослужения.

На протяжении длительного времени (вплоть до 1878 года) Линкольнский замок, уже утратив своё оборонительное значение, служил местом заключения. Многие заключённые Линкольна в разные периоды его истории были казнены на крепостном валу и похоронены на территории замка; с образованием каторжных поселений в Австралии часть заключённых замка была переведена туда. Заключённым позволялось посещать богослужения в тюремной часовне, но при этом их запирали в специальных ложах, из которых они не могли видеть друг друга — единственное окно смотрело на кафедру священника. Гробообразная форма этих каморок была придана им как с этой целью, так и чтобы напоминать узникам о их конечной судьбе. В 1787 году на его территории была построена тюрьма графства — простое и непритязательное кирпичное здание, призванное тем не менее смягчить ужасающие условия содержания заключённых в подземельях замка. Здание тюрьмы служило не только как место заключения — там же проходили заседания суда и время от времени собрания властей графства. Также на территории замка в 40-е годы XIX века было построено здание уголовного суда.
В целом после утраты военного значения замок несколько столетий пребывал полузаброшенным. Книга «Линкольнский собор», вышедшая в последней трети XIX века, описывает полуразрушенные башни, упоминая, в частности, что от донжона сохранилось меньше половины высоты и верхняя кромка стен продолжает осыпаться. Значительную часть разрушений авторы книги датируют периодом Английской революции, но оговариваются, что уже к тому времени замок пребывал в запустении, ссылаясь на обзор времён царствования Якова I, описывающий замок как пустую оболочку, внутри которой были разрушены почти все старые хозяйственные здания; сохранились только тюрьма, суд и дом управляющего. В начале XXI века началась крупномасштабная реконструкция замка, в ходе которой должны быть восстановлены стены, две башни, тюрьма, здания суда Георгианской и Викторианской эпох, а также подготовлено подземное помещение для демонстрации оригинальных списков Великой хартии вольностей и Лесной хартии — двух исторических документов, хранящихся вместе только в Линкольне, — и построен кинозал. В процессе реконструкции Линкольнского замка линкольнская копия Великой хартии вольностей (лучшая из четырёх сохранившихся по сей день) будет демонстрироваться вначале в Сент-Олбансе (Хартфордшир), затем в Бери-Сент-Эдмундсе (Суффолк), а в 2014 и 2015 годах в Библиотеке Конгресса и, вероятно, в ряде президентских библиотек на территории США.
При раскопках, сопровождающих реставрацию Линкольнского замка, была сделана важная археологическая находка: были обнаружены остатки церкви позднесаксонского периода (ок. 900 года). Рядом с церковью обнаружены каменный саркофаг с человеческими останками и золотыми украшениями, а также ещё восемь скелетов в деревянных гробах (один из которых также в шерстяном саване). Археологи рассматривают возможность отождествить останки в саркофаге с саксонским королём Блаккой (др.-англ. Blæcca), правившим в VIII веке в Линдси.

## Современное состояние
В 1979 году замку Линкольн присвоен статус памятника старины национального значения (англ. scheduled ancient monument). Помимо кольца стен, со всех сторон, кроме южной, окружённых рвом, до настоящего времени сохранились четыре башни, в числе которых две расположены на насыпях, которые могут быть определены как «мотт» в архитектуре мотт и бейли. Так называемая башня Люси (англ. Lucy Tower), венчающая мотт на южной стороне стен, представляет собой многоугольный донжон. Она построена, по всей видимости, графом Ранульфом Честерским или его матерью Люси Болингброк и носит её имя. Первоначально донжон был двухэтажным, но к Новому времени второй этаж был полностью разрушен. На мотте меньшего размера с юго-восточной стороны стоит так называемая Наблюдательная башня (англ. Observatory Tower) норманской постройки, датируемая XIV веком. Основное сооружение венчает более поздняя добавка — башенка викторианской эпохи. Третья башня, подковообразный Кобб-Холл (англ. Cobb Hall), защищает наиболее уязвимый северо-восточный угол замковой стены, а четвёртая — простая норманская надвратная башня — построена над Западными воротами замка (также известными как Ворота Салли, англ. Sally Port). Этот въезд в замок был долгое время замурован, оставляя открытыми Восточные ворота, над которыми в XIV веке была сооружена арка, по бокам которой возведены привратные башенки. Перед Восточными воротами сохранилось основание барбакана, а со стороны замкового двора в викторианский период сделана пристройка, в которую вставлен эркер, перенесенный из средневекового здания в нижнем городе.

Башни и ворота замка Линкольн
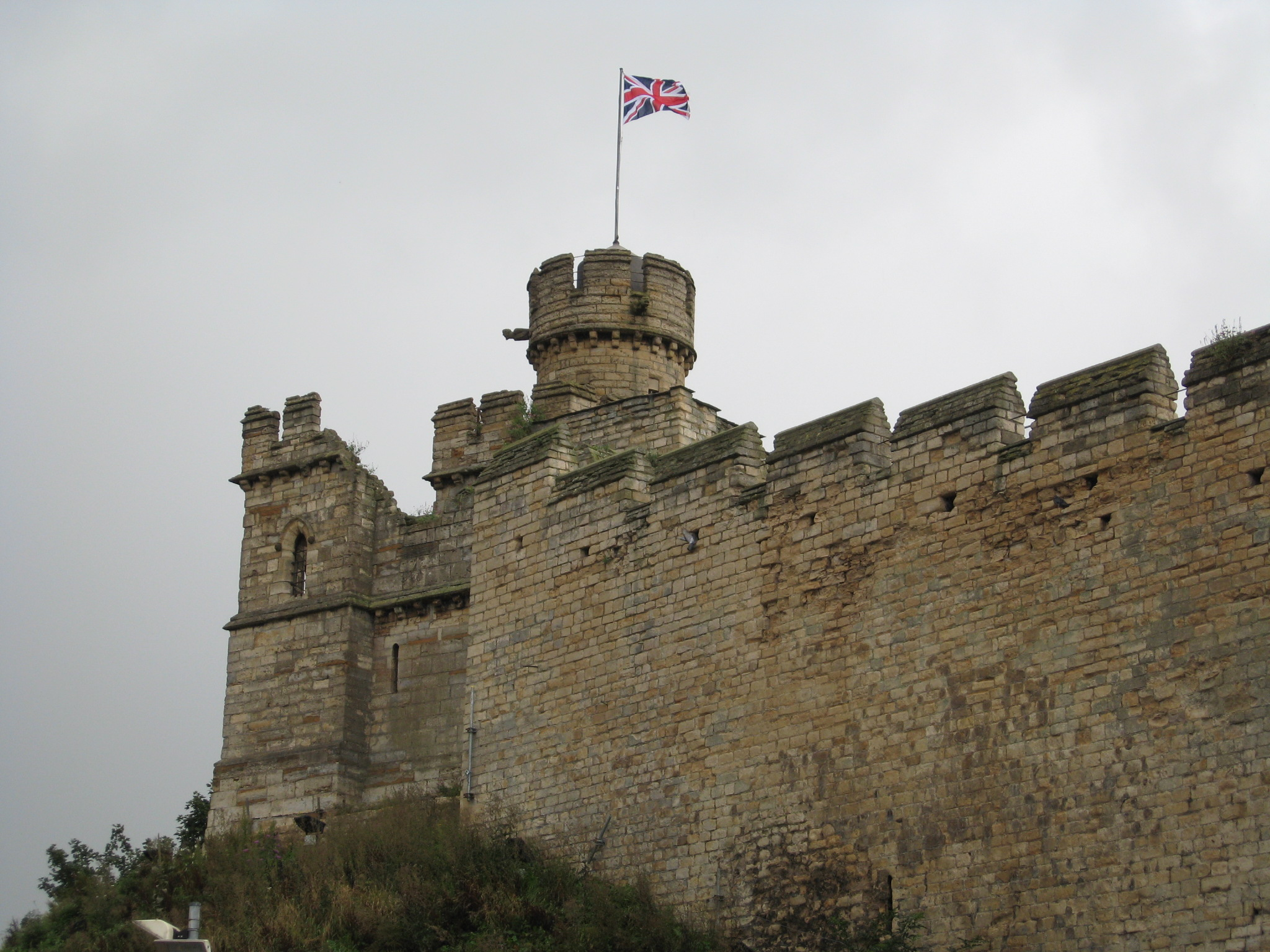
Наблюдательная башня
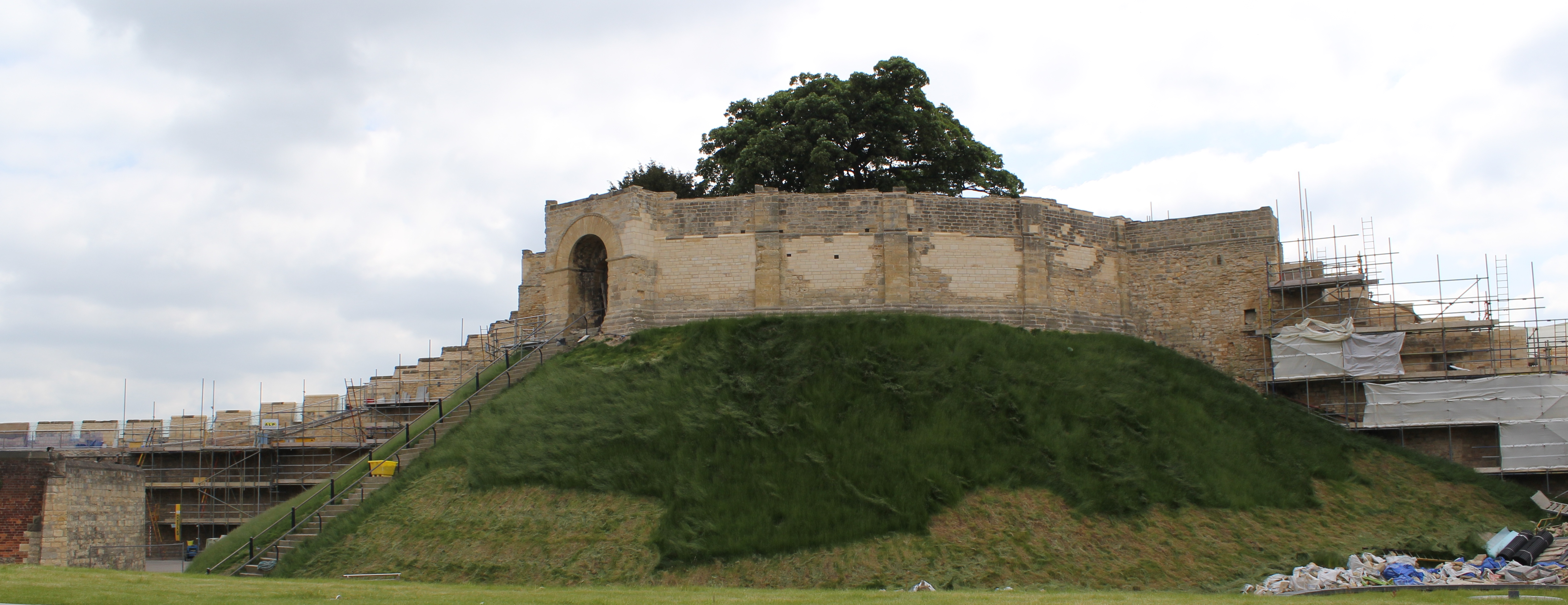
Башня Люси
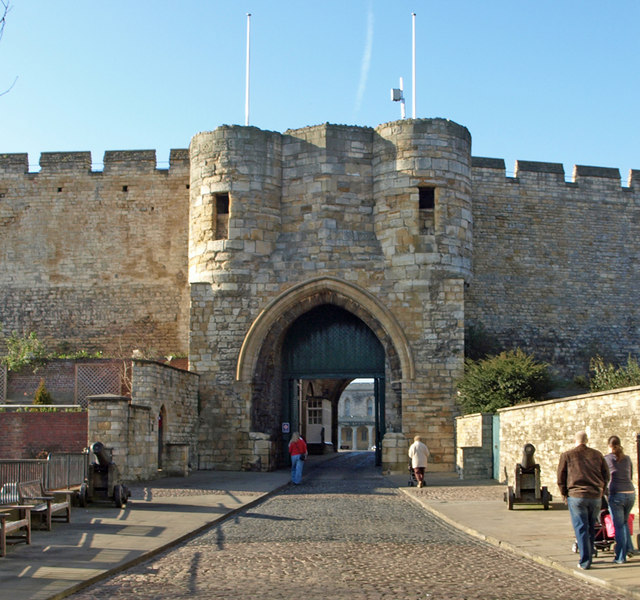
Западные ворота
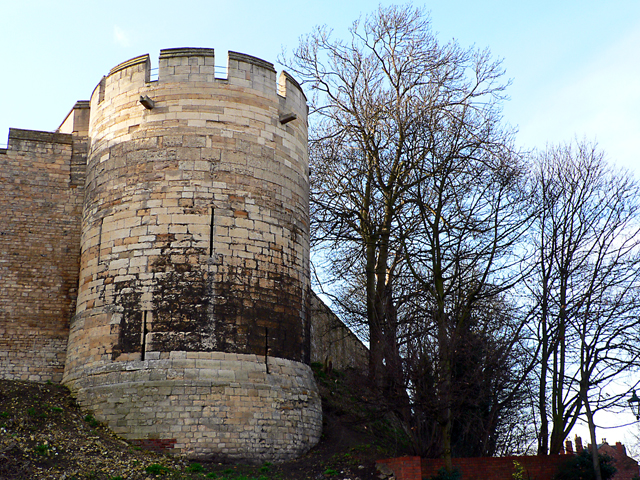
Кобб-Холл
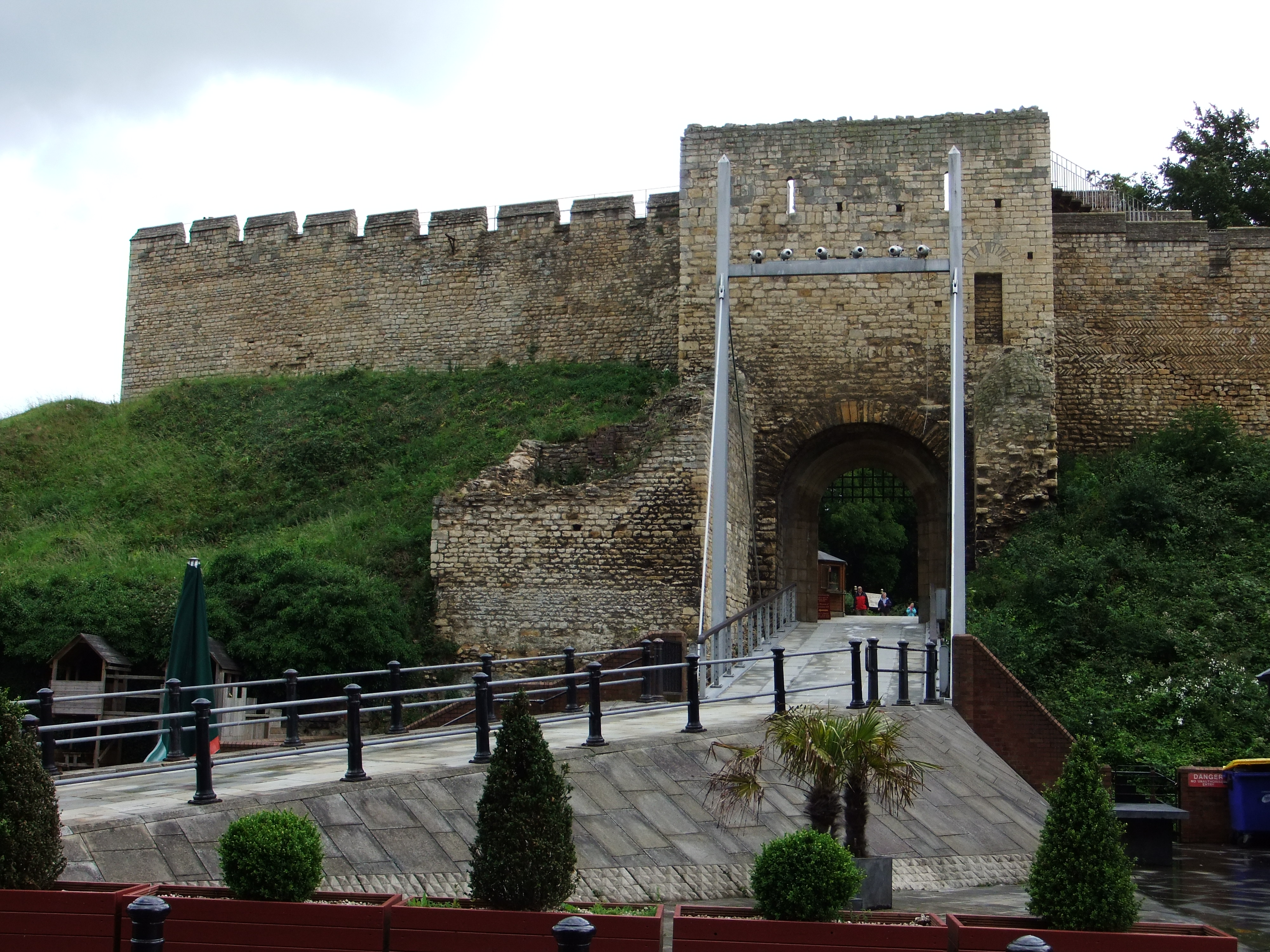
Ворота Салли

Во внутреннем дворе замка расположены более поздние постройки, включая два тюремных корпуса — Т-образную постройку конца XVIII века и более новую тюрьму середины XIX века, включающую небольшое женское крыло, — а также здание суда, возведённое в 20-е годы XIX века.